# Miquel Carreras
Miquel Carreras (Barcelona, 1 de mayo de 1922) es un exbaloncestista español que fue internacional por España.

## Trayectoria
Nacido el 1 de mayo de 1922 en Barcelona, se inicia en el baloncesto en el Colegio Liceo francés y después en el segundo equipo del Patrie, junto con su hermano Pere Carreras. Después de la Guerra Civil Española el Patrie no le admiten en el seno de la federación catalana, y Miquel ficha para la temporada 1939-1940 por el Real Club Deportivo Español. En 1941 ganan en Madrid el Campeonato de España, durante su andadura perica tiene momentos malos, como una grave lesión en la rodilla y buenos, como haber conocido a la su mujer, Matilde Barrera, que era jugadora de la sección femenina de basket del  Español.  Después ficharía por el FC Barcelona, equipo en el que jugaría nueve años hasta su retirada en el año 1950. Con los  blaugranas, consigue 6 campeonatos de España. Después de su retirada fue entrenador durante 10 años, dirigiendo al Laietà Basket Club, Hispano francés y Sant Josep de Badalona. Fue cuatro veces internacional por España.